# دال هارت
دال هارت (بالإنجليزية: Dal Shealy)‏ هو مدرب رياضي أمريكي، ولد في 1 أغسطس 1938.